# The Fugees
The Fugees byla americká hudební skupina, populární v polovině 90. let, jejíž repertoár obsahoval především hip hop s prvky soulu a karibské hudby (částečně reggae). Vůdčí osobností skupiny je rapper a hudební producent Wyclef Jean, další členové skupiny jsou rapperka a zpěvačka Lauryn Hill a rapper Pras Michel. Hill, Jean a Michel jsou všichni původem z Haiti. Název kapely je odvozen od slova refugee (česky uprchlík). Je známá integrací soulu a reggae do své hudby a nahrála dvě alba, z nichž The Score bylo platinové a získalo cenu Grammy. To vše, než se vydali na vlastní sólové dráhy v roce 1997. Hill a Jean pokračovali oba v sólové, rozjeté kariéře, zatímco Michel se zaměřil především na soundtracky a hraní.

## Historie
Trio vydalo svoje první album Blunted on Reality, které obsahovalo jejich první hity Nappy Heads a Vocab, ale album nenaplnilo očekávání fanoušků, kteří navštívili jejich koncert. Přes neúspěch jejich prvního alba, se The Score stalo jedním z největších hitů roku 1996. Fugees byli známí neobvyklými obaly svých alb. The Score obsahovalo přezpívané skladby No Women No cry (Bob Marley) a Killing Me Softly (With His Song) (Roberta Flack), které byly jejich největšími hity vůbec. Album také obsahovalo singl Ready Or Not, který používal úryvek písně Boadicea od Enyi, ovšem bez jejího svolení. To vyústilo v soudní proces, na jehož konci získala Enya část výdělků z alba.

## Diskografie

### Albums
| Rok  | Název                           | Žebříček      | Žebříček         | WW Sales   |
| Rok  | Název                           | Billboard 200 | Top R&B/ Hip-Hop | WW Sales   |
| 1994 | Blunted on Reality              | -             | 62.              | 2 milionů  |
| 1996 | The Score                       | 1.            | 1.               | 18 milionů |
| 1996 | Refugee Camp - Bootleg Versions | 127.          | 50.              |            |
| 2003 | Fugees - Greatest Hits          | -             | -                |            |
| 2006 | Reconciliation                  | -             | -                |            |

### Skladby
| Rok  | Název                                                                        | Žebříček          | Žebříček        | Žebříček         | Album                                  |
| Rok  | Název                                                                        | Billboard Hot 100 | USA R&B/Hip-Hop | UK Singles Chart | Album                                  |
| 1994 | Boof Baf                                                                     | -                 | -               | -                | Blunted on Reality                     |
| 1994 | Nappy Heads                                                                  | 49.               | 52.             | -                | Blunted on Reality                     |
| 1994 | Vocab                                                                        | -                 | -               | -                | Blunted on Reality                     |
| 1995 | Fu-Gee-La                                                                    | 29.               | 13.             | 21.              | The Score                              |
| 1996 | Killing Me Softly                                                            | 2. (Airplay)      | -               | 1.               | The Score                              |
| 1996 | Ready Or Not                                                                 | 69. (Airplay)     | -               | 1.               | The Score                              |
| 1996 | No Woman, No Cry (se Stephenem Marleyem)                                     | 38. (Airplay)     | -               | 2.               | The Score                              |
| 1997 | Rumble in the Jungle (feat. A Tribe Called Quest, Busta Rhymes & John Forté) | -                 | -               | 3.               | When We Were Kings Original Soundtrack |
| 2005 | Take It Easy                                                                 | -                 | 40.             | -                | Reconciliation '                       |